# Stan LePard
Stanley James LePard (* 10. August 1956 in Coeur d’Alene, Idaho; † 11. Februar 2021 im Bundesstaat Washington) war ein US-amerikanischer Komponist, Orchestrator und Sound Designer. Er ist vor allem für seine Arbeit an der Halo und Destiny Spielserien, sowie Guild Wars 2 bekannt. Zusätzlich zu Videospielen, hat er auch für diverse Microsoft Softwareprodukte komponiert, einschließlich Encarta und Windows.

## Frühes Leben
LePard wurde in Coeur d’Alene, eine Stadt in Idaho geboren. Er hat einen Bachelor of Arts in Musikkomposition in der Eastern Washington University, sowie einen Masterabschluss in Musikpädagogik an der University of North Texas.

## Karriere
Seit 1980 komponierte LePard für Fernsehserien und Filme. In den späten 1980er-Jahren war er Mitglied der New-Wave-Band Secret Cinema. Außerdem gehörte er gemeinsam mit dem Komponisten und Sounddesigner Jerry Schroeder zur Industrial-Band Steel Porn Rhino, mit dem er auch bei späteren Projekten weiter zusammenarbeitete.
Gegen 1994 hat LePard angefangen für diverse Multimedia Softwareprodukte unter der Microsoft Home Linie zu arbeiten, einschließlich Encarta und 3D Movie Maker. Dies hat ihn dazu geführt Musik für Hover!, einem Videospiel, welches mit Windows 95 mitgeliefert wurde, zu komponieren. Dies war auch das erste Mal, dass er für ein Videospiel komponiert hat. Er hat auch den Herunterfahr-Sound für Windows 98 und die Installationsmusik für das Internet Explorer Starter Kit 3.0 komponiert, welche sehr viel Anerkennung bekam, nachdem es in der sog. out-of-box experience (gemeint ist der Einrichtungsassistent) von Windows XP eingeführt wurde. Dieses Musikstück wurde auch bekannt unter dem Namen "title.wma", was dem Dateinamen von der Musik in Windows XP entspricht. Der tatsächliche Name dieses Musikstücks ist "Velkommen", welches man auch auf SoundCloud anhören kann.
LePards erste Spielmusik, bei der ein Live-Orchester zum Einsatz kam, war Crimson Skies, das im Jahr 2000 veröffentlicht wurde. Dabei verfolgte er das Ziel, Musik zu komponieren, die von Filmmusik und Konzertmusik der 1930er Jahre inspiriert war, ohne dabei einzelne Komponisten oder Stile direkt zu kopieren. Ab MechWarrior 4: Vengeance übernahm er zudem Orchestrierungen für Kompositionen anderer Musiker, darunter Duane Decker und Stephen Rippy.
Von 2012 an, hat er seine Musik zu zahlreichen Events und Expansionen von Guild Wars 2 beigetragen. Sein erster Beitrag war ein Track für das erste Halloween Event "Shadow of the Mad King 2012" des Spieles Guild Wars 2, basierend auf einem kurzen Piano-Sketch von Maclaine Diemer, welches er in eine komplette Komposition transformierte. Er übernahm zudem Orchestrierungsarbeiten, die Diemer dafür lobte, seine Sorge um die Verschwendung des Studiobudgets zu mindern und sicherzustellen, dass seine Kompositionen kein „unspielbares Kauderwelsch“ seien. Außerdem fügte er seinen Werken zusätzliche harmonische und melodische Raffinesse hinzu. Darüber hinaus komponierte und orchestrierte er die Musik für die Erweiterungen Heart of Thorns und Path of Fire.

## Tod
LePard starb am 11. Februar 2021 im Alter von 64 Jahren aufgrund einer Hirnblutung. Um ihn zu ehren, wurden am 11. Mai 2021 ein NPC namens Van Leopard und eine Gedenkstatue für ihn zu Guild Wars 2 hinzugefügt.